# ألانق (قوريغل)
ألانق (بالفارسية: آلانق) هي قرية تقع في إيران في قسم قوريغل الريفي. يقدر عدد سكانها بـ 3,434 نسمة .